# Synodontia novae-guineae
Synodontia novae-guineae là một loài rêu trong họ Dicnemonaceae. Loài này được Dixon Arens mô tả khoa học đầu tiên năm 1953.